# Friendly interactive shell
A fish egy Unix shell. Neve az angol friendly interactive shell szóból származik, kezdőbetűinek összeolvasása után. A fish elsősorban tehát az interaktivitást, a felfedezhetőséget és a barátságosságot hordozza magán. A fish 2005-ben jelent meg a GNU General Public License keretében, szabad szoftverként.

## Külső hivatkozások (angol)
- Project home page Archiválva 2009. február 19-i dátummal a Wayback Machine-ben
- fish on SourceForge.net
- An introductory article about fish
- Fish: the friendly interactive shell (an in-depth look at fish) at Ars Technica